# Даси

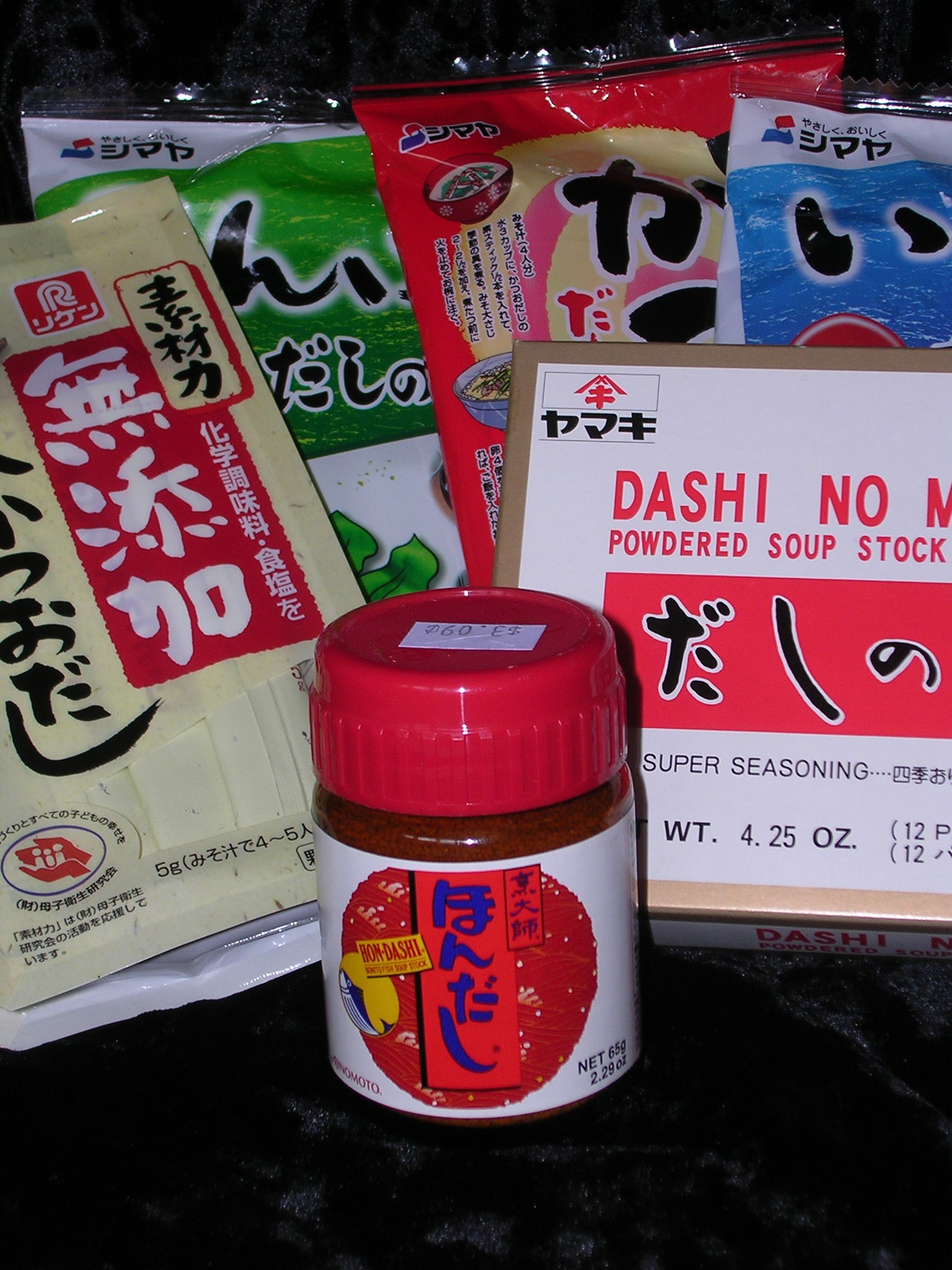
Образцы упаковок даси

Да́си (яп. 出し, или だし) — традиционный японский бульон, основа многих блюд японской кухни, супов, соусов.

## Приготовление
Традиционно даси изготавливается из небольшого количества ингредиентов (обычно двух или трёх) посредством их замачивания в холодной воде на несколько часов с последующим медленным нагреванием до температуры, близкой к кипению, но без активного кипения, а затем настаивания при отсутствии дополнительного подогрева. После этого бульон процеживают через сито или марлю. Такой способ приготовления способствует максимальному извлечению вкусовых и питательных веществ из используемых продуктов. Различают два уровня приготовления бульона:
Ичибан даси (яп. 一番だし  или いちばんだし) — это первый, самый насыщенный и ароматный бульон даси, сваренный из свежих (ещё не использованных) ингредиентов: чаще всего из водорослей комбу и стружки тунца бонито (кацуобуси). Иногда добавляют сушёных анчоусов или грибы шиитаке.
Оставшиеся после первого извлечения вкуса ингредиенты повторно вываривают, в результате чего получается менее насыщенный «второй бульон» — нибан даси (яп. 二番だし  или にばんだし).

## Виды
Существуют различные виды даси, наиболее популярные:
- авасэ-даси (яп. 合わせだし) — из комбу и кацуобуси — самая распространённая комбинация[1];
- кацуо-даси (яп. 鰹だし) — готовят только из сушёных хлопьев тунца (кацуобуси);
- нибоси-даси (яп. 煮干だし) или ирикодаси — из маленьких сушёных рыбок — нибоси[англ.] (анчоусов или сардин);
- аго-даси (яп. あごだし) — из сушёной летучей рыбы[1];
- хондаси (яп. ほんだし) — гранулированный сухой бульон на основе водорослей комбу и рыбы (тунца бонито или скумбрии)[3];

Вегетарианские (сёдзин даси (яп. 精進))
- комбу даси (яп. 昆布だし) — из сушёной водоросли комбу;
- хоси-сиитакэ даси (яп. 干椎茸だし) — хоси-шиитаке-даси — из сушёных грибов шиитаке.

В современных кухне часто используют концентрат даси в виде порошка (гранул) или жидкости, приготовленный фабричным способом, который содержит повышенное количество глутамата натрия и поваренную соль.